# Daniel Dagallier
Daniel Dagallier, né le 11 juin 1926 à Trévoux, est un escrimeur français ayant comme arme l'épée.

## Carrière
Daniel Dagallier est médaillé d'or en épée par équipe aux Championnats du monde 1951.
Il concourt à l'épreuve d'épée par équipe à Helsinki durant les Jeux olympiques d'été de 1952, s'arrêtant au stade des quarts de finale. 
Il est médaillé d'argent en épée par équipe aux Championnats du monde 1953, médaillé de bronze en épée par équipe aux Championnats du monde 1954, médaillé d'or en épée par équipe aux Jeux méditerranéens de 1955 et médaillé d'argent en épée par équipe aux Championnats du monde 1955.
Il participe aux épreuves individuelle et par équipe d'épée lors des Jeux olympiques d'été de 1956 à Melbourne. En individuel, il ne passe pas les quarts de finale tandis qu'avec l'équipe de France, il décroche la médaille de bronze.
Il est ensuite médaillé de bronze en épée par équipe aux Championnats du monde 1958.